# كيفن باري (كاتب مسرحي)
كيفن باري (بالإنجليزية: Kevin Barry)‏ هو كاتب مسرحي أمريكي، ولد في 4 يونيو 1951.